# Dap Dippin' with Sharon Jones and The Dap-Kings
Albums de Sharon Jones
Premier album Naturally
(2005)
Dap Dippin' with Sharon Jones and The Dap-Kings est le premier album publié par la chanteuse américaine de soul Sharon Jones. Elle est accompagnée de sa formation attitrée, The Dap Kings, dont le bassiste Gabriel Roth est également le patron du label Daptone Records, qui signe ici sa première parution.

## Liste des titres
1. Introduction
2. Got A Thing On My Mind
3. What Have You Done For Me Lately?
4. The Dap Dip
5. Give Me A Chance
6. Got To Be The Way It Is
7. Make It Good To Me
8. Ain't It Hard
9. Pick It Up, Lay It In The Cut
10. Casella Walk

## Singles
| Année | Titre                                      | Référence        |
| ----- | ------------------------------------------ | ---------------- |
| 2001  | Got a Thing on My Mind                     | Daptone DAP-1001 |
| 2001  | Make It Good To Me / Casella Walk          | Daptone DAP-1004 |
| 2002  | Got to Be the Way It Is Pts 1 & 2          | Daptone DAP-1006 |
| 2002  | What Have You Done for Me Lately           | Daptone DAP-1009 |
| 2002  | Pick It Up, Lay It in the Cut / Hard Eight | Daptone DAP-1016 |